# ワサビ属
ワサビ属（わさびぞく、学名:Eutrema ）はアブラナ科の属の一つ。シノニム：Wasabia。

## 特徴
全体無毛の多年草で、地下に根茎がある。根出葉は長い柄をもち、葉身は広心形で、縁は波状鋸歯か鈍鋸歯になる。茎は直立するか、細く横に倒れ、少数の茎葉が互生する。茎の先端に総状花序をつけ、各花柄の基部に葉が変化した苞をつける。花は白色で十字形の4弁花。果実は円柱形の長角果となり、裂開する。
北半球の温帯に約10種分布し、日本に3種が自生する。

## 日本に分布する種
- ワサビ Eutrema japonicum (Miq.) Koidz.
- オオユリワサビ Eutrema okinosimense Taken.
- ユリワサビ Eutrema tenue (Miq.) Makino

## ギャラリー
- ワサビの根生葉
- ワサビの花
花後、アブラナ科特有の角果ができる。
- オオユリワサビ
- ユリワサビ